# Atlantide, l'empire perdu
Pour les articles homonymes, voir Atlantide (homonymie) et Atlantis.
Vous lisez un « article de qualité » labellisé en 2012.
Série Classiques d'animation Disney
Kuzco, l'empereur mégalo
(2000) Lilo et Stitch
(2002)
Série Atlantide
Les Énigmes de l'Atlantide
(2003)
Pour plus de détails, voir Fiche technique et Distribution.
Atlantide, l'empire perdu ou Atlantis, l'empire perdu au Québec (Atlantis: The Lost Empire), est le 71e long-métrage d’animation et le 41e « Classique d’animation » des studios Disney inspiré par l'univers de Jules Verne, sorti en 2001 et réalisé par Gary Trousdale et Kirk Wise.
Le film raconte l'histoire d'un jeune homme en 1914 qui obtient un livre rare, le Manuscrit du Berger, qui l'aidera avec une équipe d'aventuriers à découvrir la ville perdue de l'Atlantide.
La distribution comporte des acteurs reconnus comme Michael J. Fox, Cree Summer, James Garner, Leonard Nimoy, Don Novello et Jim Varney dans son dernier rôle. La production du film démarre après la sortie du Bossu de Notre-Dame en 1996 et, au lieu de faire une énième comédie musicale, l'équipe choisit de faire un film d'aventure en animation inspiré par les œuvres de Jules Verne. Le film comporte un style visuel distinctif dû au travail fourni par l'auteur de comics Mike Mignola, ce qui donna au film un intérêt pour ses fans. À sa sortie, c'est la production de Disney utilisant le plus l'animation numérique (Pixar étant alors un studio indépendant) et l'un des rares utilisant le format anamorphosé. Le linguiste Marc Okrand, créateur du klingon, a créé pour le film une langue fictive, l'atlante, tandis que James Newton Howard a composé la bande-son du film.
Le film a été présenté à une époque où l'intérêt du public pour l'animation traditionnelle changeait pour le tout numérique, quelques semaines après la sortie du premier opus de Shrek. La première du film a eu lieu le 3 juin 2001 au El Capitan Theatre, salle détenue par Disney, mais la sortie du film aux États-Unis n'a pas apporté le succès escompté. Produit pour 100 millions de dollars américains, le film n'en a rapporté que 84 millions aux États-Unis, mais totalise toutefois plus de 186 millions de dollars à l'international. Ce mauvais score a stoppé les idées d'adaptation du film telles qu'une série télévisée et une attraction. Les raisons invoquées sont principalement liées au public mal cerné, un film d'aventure pour un public plus adulte, mais une animation Disney traditionnellement associée à la musique et au jeune public. Les trois épisodes entamés de la série ont été regroupés sous la forme d'une suite sortie directement en vidéo en 2003 : Les Énigmes de l'Atlantide.

## Synopsis
Un vers de Platon rappelle des faits désormais oubliés. Une énorme vague submerge l'île de l'Atlantide tandis qu'une explosion détruit le cœur de l'île au grand désarroi du roi. Alors que la population évacue la capitale, la reine tente de protéger sa fille Kida mais elle est happée par un rayon bleuté qui utilise son corps comme vecteur pour créer une barrière protégeant le centre de la ville. La ville est alors submergée par les flots et plonge sous l'océan.
Des milliers d'années plus tard en 1914, Milo Thatch, expert linguiste et cartographe, travaille dans la chaufferie d'un musée du Smithsonian Institution de Washington, D.C. Tout comme l'était son grand‑père Thaddeus Thatch, il est obsédé par la recherche du Manuscrit du Berger – ouvrage qui, d'après la légende, n'est autre qu'un guide menant à l'Atlantide, la fameuse cité engloutie. Milo doit présenter ses recherches à un comité du musée, mais ce dernier s'arrange pour annuler la réunion : il les retrouve dans les couloirs, sur le départ alors qu'ils tournaient en dérision ses théories sur l'Atlantide. Milo poursuit le directeur à l'extérieur pour tenter jusqu'au bout de le convaincre, mais l'homme refuse de subventionner une expédition pour retrouver « une chimère » en Islande, malgré les menaces de Milo de donner sa démission.
Alors qu'il est rentré chez lui, déçu, Milo y retrouve une attrayante et mystérieuse jeune femme, Helga Sinclair, qui l'attendait pour lui faire une proposition : elle l'emmène chez son employeur Preston Whitmore, un vieux millionnaire excentrique et ami de longue date de son défunt grand‑père. Whitmore apprend à Milo qu'il finançait les recherches de Thaddeus et que le Manuscrit, qu'il lui remet comme legs, avait bien été retrouvé comme prévu en Islande. Après avoir testé la motivation du jeune homme, Whitmore afin de rembourser une dette morale, finance une nouvelle expédition avec une équipe de talents pour aller découvrir l'Atlantide, Milo faisant partie de l'équipe en tant qu'expert dans le cas où il accepterait.
Milo accepte et rejoint l'équipe dirigée par le commandant Lyle Tiberius Rourke, chef de l'expédition en Islande, secondé par Helga Sinclair. L'équipe compte un expert en démolition italien, Vincenzo Santorini ; un géologue français, Gaëtan Molière (surnommé « la Taupe ») ; un médecin afro-américain, Amadou Gentil ; une jeune mécanicienne latino du Michigan, Audrey Ramirez ; une opératrice téléphonique âgée et cynique, Mme Placard ; et un chef cuisinier sorti du Far West, Jebidiah « Cookie » Farnsworth. Avec un important équipage, ils montent tous à bord d'un énorme sous‑marin avant‑gardiste, l'Ulysse, et partent dès la fin des préparatifs avec les encouragements de Whitmore. Une fois dans les profondeurs, ils croisent la route d'un monstre marin, une sorte d'écrevisse géante apparemment mécanique, le Léviathan. Le monstre robotique détruit l'Ulysse et une grande partie de son équipage, mais les survivants parviennent à entrer avec une partie de leurs engins dans la caverne en forme de siphon qui, selon les indications puisées par Milo dans le Manuscrit du Berger, permet de rejoindre l'Atlantide.
Le siphon a permis de créer une poche d'air et l'équipage l'utilise pour s'enfoncer dans les profondeurs souterraines de l'immense réseau de cavernes. Ils découvrent un volcan endormi pouvant, selon Molière, se réveiller à la moindre explosion, et des ruines d'édifices gigantesques. Une nuit où ils montent un bivouac afin de se reposer, un incendie ravage le camp tandis qu'une nuée d'insectes indigènes les attaque, l'incident se finissant en un carambolage général. Milo, qui est blessé et séparé du groupe, est trouvé par un petit groupe d'indigènes qui les observait, mené par une jeune femme qui à l'aide d'un cristal qu'elle porte à son cou, lui vient en aide avant de fuir avec les siens à l'apparition de l'équipage, Milo sur leurs talons.
L'équipage suit à son tour Milo qui accède à la vue panoramique d'une île‑cité à la végétation luxuriante : l'Atlantide. Après avoir communiqué en atlante avec Milo, ils sont accueillis par la jeune femme, Kidagakash Nedakh ou « Kida », et découvrent que les Atlantes comprennent toutes les langues. Ils franchissent un long pont de bois permettant d'accéder à la cité mais, malgré cet accueil le vieux roi Nedakh, père de Kida, demande au contraire aux aventuriers de partir. Rourke le convainc de les laisser rester une nuit. Milo retrouve Kida, et ils font mieux connaissance en se questionnant mutuellement tandis qu'elle lui fait visiter son monde. Durant l'exploration, il l'aide grâce à ses connaissances linguistiques et au cristal de Kida à réactiver une machine volante aux allures de poisson qu'elle tentait de faire démarrer depuis des siècles. Découvrant que Milo réussit à lire l'écriture atlante, savoir qu'ils ont tous perdu, Kida le fait plonger jusqu'au cœur de l'Atlantide pour traduire une immense fresque immergée. Ce décor mural explique l'origine du pouvoir du cristal qui donne la force et la longévité aux Atlantes, Kida ayant au moins 8 800 ans. Milo découvre aussi que le Manuscrit du Berger est incomplet et qu'une page manque. Ils remontent à la surface et sont reçus avec des armes par le reste de l'équipage et Rourke, qui tient la page manquante : cette page explique la puissance du cristal dissimulé « sous le regard de son roi ». Rourke révèle qu'ils sont en réalité des mercenaires, et veut le cristal afin de le remonter à la surface pour le vendre. Face au refus de Milo de les rejoindre, il le contraint à coopérer en menaçant Kida : dans la salle du trône, il blesse mortellement le roi en le brutalisant durant son interrogatoire et menace de l'exécuter mais, avec sa propre déduction, découvre seul l'accès au cristal, une pièce sous la salle du trône. Rourke descend dans la pièce avec Milo, Kida et Helga, mais le cristal réagit et sous le coup de la menace fusionne avec Kida.
Kida est mise dans une cellule de métal et emmenée par Rourke et ses soldats. Milo tente de raisonner les experts de l'équipage et leur demande de sauver Kida et l'Atlantide. Rourke se justifie à Milo en disant qu'ils font juste aider Charles Darwin dans la sélection naturelle. Avant de partir, Rourke frappe Milo en pleine figure et brise le cadre qui abritait la photo de son grand-père. Révoltés par cet acte insensé et cruel, Molière, Santorini, Ramirez, le docteur Gentil, Madame Placard et Farnsworth désertent les mercenaires et se rallient au peuple d'Atlantide. Indifférents à cela, Rourke, Helga et les soldats emmènent Kida, mais abandonnent Milo et les dissidents en faisant exploser le pont en bois derrière eux. Avant de mourir, le roi explique à Milo que le cristal a développé une conscience et qu'il utilise le corps d'un membre de la famille royale quand il est en danger, mais que si Kida reste trop longtemps dans cet état, elle fusionnera définitivement avec lui et disparaîtra. Milo ayant reçu du roi son cristal, il rallie tout le monde et montre aux Atlantes comment s'en servir pour activer les machines volantes. Elles permettent de poursuivre Rourke et le rattraper alors qu'il tente de sortir de la cheminée du volcan à bord d'une montgolfière. La bataille s'engage : Rourke montre sa vraie nature et jette sa complice Helga par‑dessus bord. Il se bat avec Milo qui, désavantagé par sa carrure, parvient néanmoins à le blesser avec un débris de verre imprégné du pouvoir du cristal : Rourke se transforme, succombe à la folie et vole en éclats en finissant entre les pales de la montgolfière — qu'Helga, avant de succomber à ses blessures, a réussi à crever. Mais toute cette activité, tirs de fusils et explosions, réveille le volcan qui menace de détruire la cité et tuer tout le monde : Milo demande à tous de l'aider à ramener Kida à l'Atlantide. Là, sous sa forme de cristal, elle active des géants de pierre qui créent un bouclier protégeant l'île de la lave jaillissant dans la caverne. Une fois la coulée refroidie, le bouclier d'énergie fracture le dôme recouvrant la cité, puis l'eau et la vie reprennent leur cours.
Les survivants de l'équipage sont couverts de présents par les Atlantes tandis qu'ils repartent vers la surface, laissant Milo qui souhaite rester auprès de Kida et aider les Atlantes à relever leur civilisation. Les survivants résument leurs aventures à Whitmore, une lettre de remerciement de Milo à son attention et contenant un cristal en cadeau : ils décident de ne pas révéler la vérité et de s'accorder sur une version officielle prétendant que l’expédition est un échec, afin de protéger l’Atlantide du reste du monde.
Milo, Kida et les Atlantes font une cérémonie à la mémoire du roi Nedakh, dont l'effigie de pierre amené à la vie par le pouvoir du cristal rejoint celles de leurs ancêtres lévitant autour du « Cœur de l'Atlantide », qui surplombe désormais dans le ciel de la cité.

## Fiche technique
- Titre original : Atlantis: The Lost Empire
- Titre français : Atlantide, l'empire perdu
- Titre québécois : Atlantis, l'empire perdu
- Réalisation : Gary Trousdale et Kirk Wise
- Scénario : Tab Murphy, Gary Trousdale, Joss Whedon, David Reynolds, Bryce Zabel et Jackie Zabel, assistés de John Sanford (supervision)
- Conception graphique :
  - Direction artistique : David Goetz
  - Cadrage (Layout) : Ed Ghertner (supervision)
  - Décors : Lisa Keene (supervision)
  - Mise au propre (clean-up) : Marshall Toomey (supervision)
  - Coordinateur artistique : Christopher Jenkins
- Animation :
  - Supervision : John Pomeroy, Michael Surrey, Randy Haycock, Russ Edmonds, Ron Husband, Yoshimichi Tamura, Anne-Marie Bardwell, David Pruiksma, Shawn Keller, Anthony Derosa, Michael Cedeno, Mike Merell
  - Animation des personnages : Joe Haidar, Jay Jackson, Douglas Krohn, Oliver Thomas, Steven Pierre Gordon, Robb Pratt, Bill Waldman, Mario Menjivar, Larry White, Ralf Palmer, Dougg Williams, David Burgess, Danny Galieote, Mark Koetsier, Chris Wahl, Richard Hoppe, Kristoff Vergne, David Moses Pimentel, David Berthier, Andrea Simonti, Marco Allard, Juanjo Guarnido, Mike d'Isa, Jay Davis, Brian Wesley Green, Christopher Sauve, Georges Abolin, William Recinos
  - Effets spéciaux : Marion West (supervision), Dorse A. Lanpher
  - Animation numérique (GCI) : Kiran Bhakta Joshi (supervision)
- Montage : Ellen Keneshea (supervision)
- Musique : James Newton Howard ; Diane Warren et James Newton Howard (chansons)
- Producteur : Don Hahn ; Kendra Haaland (associée) ; Igor Khait (directeur de production), Peter Del Vecho (additionnel)
- Société de production : Walt Disney Pictures
- Société de distribution : Buena Vista Pictures Distribution
- Budget : environ 90 millions d'USD
- Format : couleurs (technicolor) - 35 mm - 2,35:1 - Dolby Digital - SDDS - DTS
- Durée : 97 minutes
- Dates de sortie :
  - États-Unis : 15 juin 2001
  - France et Belgique : 28 novembre 2001

Note : La liste des personnes créditées au générique étant trop longue pour être citée in extenso ici, nous n’avons repris que les principaux contributeurs.
Sauf mention contraire, les informations proviennent de : Jerry Beck et IMDb.

## Distribution

### Voix originales
- Michael J. Fox : Milo James Thatch
- Cree Summer : la princesse Kidagakash « Kida » Nedakh
- Natalie Strom : Kida jeune
- James Garner : le commandant Lyle Tiberius Rourke
- Don Novello : Vincenzo « Vinny » Santorini
- Phil Morris : le docteur Joshua Strongbear Sweet (docteur Amadou Gentil ou Joshua Ledoux au Québec)
- Claudia Christian : Helga Katrina Sinclair
- Jacqueline Obradors : Audrey Rocio Ramirez
- Florence Stanley : Wilhelmina Bertha Packard (madame Placard)
- David Ogden Stiers : Fenton Quentin Harcourt
- John Mahoney : Preston B. Whitmore
- Jennifer Darling : la mère de Kida
- Jim Varney : Jebidiah Allardyce « Cookie » Farnsworth
- Corey Burton : Gaëtan « The Mole » Molière
- Wallace Shawn : Porteur atlante
- Leonard Nimoy : le roi Kashekim Nedakh
- Phil Harris : gardes d'Atlantide
- Tim Curry, Jennifer Seguin, Patrick Pinney, Jim Cummings, Carole Jeghers et Frank Welker : voix additionnelles

### Voix françaises
- Luq Hamet : Milo James Thatch
- Laura Blanc : la princesse Kidagakash « Kida » Nedakh
- Jean Barney : le commandant Lyle Tiberius Rourke
- Jean Reno : Vincenzo « Enzo » Santorini
- Mouss Diouf : le docteur Amadou Gentil
- Juliette Degenne : Helga Katrina Sinclair
- Ethel Houbiers : Audrey Rocio Ramirez
- Laurence Badie : Madame Wilhelmina Bertha Placard
- Michel Ruhl : Fenton Q. Harcourt
- Marc Cassot : Preston B. Whitmore
- Angela Lansbury : La mère de Kida
- Gérard Hernandez : Jebidiah Allardyce « Cookie » Farnsworth
- Patrick Timsit : Gaëtan « la Taupe » Molière
- Robert Party : le roi Kashekim Nedakh
- Pierre Baton : Sam Mckeane, un employé de Mr Harcourt
- François Huin : Garde d'Atlantide

Source : allodoublage.com 

### Voix québécoises
- Patrice Dubois : Milo James Thatch
- Christine Bellier : la princesse Kidagakash « Kida » Nedakh
- Vincent Davy : le commandant Rourke
- Luis de Cespedes : Vincenzo Santorini
- Maka Kotto : le docteur Joshua Ledoux
- Manon Arsenault : Helga Sinclair
- Camille Cyr-Desmarais : Audrey Ramirez
- Johanne Garneau : Wilhelmina Bertha Packard
- André Montmorency : Fenton Harcourt
- Benoît Marleau : Preston Whitmore
- Angela Lansbury : la mère de Kida
- Louis-Georges Girard : Jebidiah Allardyce « La Galette » Farnsworth
- Sébastien Dhavernas : Gaëtan Molière
- Yves Massicotte : Roi Kashekim Nedakh

Source : doublage.qc.ca 

## Bande originale
Titres (version originale)
| 1.    | Where the Dream Takes You (interprétée par Mýa / Lena Ka en VF) | Diane Warren                | Aussi loin que tes rêves | 4:00 |
| 2.    | The Submarine                                                   | James Newton Howard         |                          | 3:20 |
| 3.    | Milo's Turned Down                                              | James Newton Howard         |                          | 1:48 |
| 4.    | Atlantis Is Waiting                                             | James Newton Howard         |                          | 2:41 |
| 5.    | The Leviathan                                                   | James Newton Howard         |                          | 3:25 |
| 6.    | Bedding Down                                                    | James Newton Howard         |                          | 2:32 |
| 7.    | The Journey                                                     | James Newton Howard         |                          | 3:22 |
| 8.    | Fireflies                                                       | James Newton Howard         |                          | 2:11 |
| 9.    | Milo Meets Kida                                                 | James Newton Howard         |                          | 1:46 |
| 10.   | The City of Atlantis                                            | James Newton Howard         |                          | 2:48 |
| 11.   | Milo and Kida's Questions                                       | James Newton Howard         |                          | 2:59 |
| 12.   | Touring the City                                                | James Newton Howard         |                          | 2:51 |
| 13.   | The Secret Swim                                                 | James Newton Howard         |                          | 2:46 |
| 14.   | The Crystal Chamber                                             | James Newton Howard         |                          | 3:45 |
| 15.   | The King Dies / Going After Rourke                              | James Newton Howard         |                          | 5:12 |
| 16.   | Just Do It                                                      | James Newton Howard         |                          | 3:18 |
| 17.   | Kida Returns                                                    | James Newton Howard         |                          | 3:10 |
| 18.   | Atlantis (interprétée par No Angels et Donovan)                 | Donovan/James Newton Howard |                          | 2:01 |
| 53:56 |                                                                 |                             |                          |      |

La version japonaise présente "Crystal Vine", écrit par le groupe Dreams Come True, joué au générique de fin.

## Distinctions

### Récompenses
- Golden Reel Award 2002 : Meilleur son pour un film d’animation.

### Nominations
Source : IMDb
- Annie Awards 2002 : Meilleurs effets d'animation (Marlon West) ; Meilleure musique pour un film d'animation (James Newton Howard) ; Meilleure direction artistique pour un film d'animation (David Goetz) ; Meilleur storyboard pour un film d'animation (Chris Ure) ; Meilleure voix féminine pour un film d'animation (Florence Stanley) ; Meilleure voix masculine pour un film d'animation (Leonard Nimoy).
- DVD Exclusive Award
- OFCS Award
- PFS Award
- World Soundtrack Award
- Young Artist Award

## Sorties cinéma
Sauf mention contraire, les informations suivantes sont issues de l'Internet Movie Database.
- États-Unis : 3 juin 2001 (première) ; 8 juin 2001 (Los Angeles et New York) ; 15 juin 2001 (sortie nationale)
- Singapour : 14 juin 2001
- Canada, Guatemala : 15 juin 2001
- Malaisie : 21 juin 2001
- Colombie : 22 juin 2001
- Venezuela : 27 juin 2001
- Brésil : 29 juin 2001
- Philippines : 4 juillet 2001
- Chili, Israël : 5 juillet 2001
- Mexique : 6 juillet 2001
- Argentine : 10 juillet 2001 (première) ; 12 juillet 2001 (nationale)
- Hong Kong, Pérou : 12 juillet 2001
- Corée du Sud : 14 juillet 2001
- Panama : 20 juillet 2001
- Pays-Bas : 13 septembre 2001 (film by the sea de Flessingue) ; 15 novembre 2001 (nationale)
- Nouvelle-Zélande : 13 septembre 2001
- Australie : 20 septembre 2001
- Royaume-Uni : 19 octobre 2001
- Norvège : 21 octobre 2001 (Bergen International Film Festival) ; 9 novembre 2001
- Japon : 4 novembre 2001 (Tokyo International Film Festival) ; 8 décembre 2001
- République tchèque : 8 novembre 2001
- Danemark, Finlande, Suède : 9 novembre 2001
- Grèce : 11 novembre 2001 (Festival international du film de Thessalonique) ; 7 décembre 2001
- Slovénie : 15 novembre 2001
- Pologne, Espagne : 23 novembre 2001
- France : 14 novembre 2001 (en exclusivité au Grand Rex)[7], 28 novembre 2001 (nationale)
- Belgique, Suisse : 28 novembre 2001
- Hongrie : 29 novembre 2001
- Allemagne, Italie : 6 décembre 2001
- Bulgarie, Portugal : 7 décembre 2001
- Estonie : 14 décembre 2001
- Islande, Russie : 21 décembre 2001
- Égypte : 23 janvier 2002
- Turquie : 8 février 2002

## Sorties vidéo
Atlantide, l'empire perdu est sorti en VHS et en DVD le 29 janvier 2002 aux États-Unis, atteignant la troisième meilleure vente sur ces supports combinés durant le mois de février, et le 15 mai 2002 en France. Les ventes et les locations sur supports vidéo ont généré 157 millions d'USD à la fin de l'été 2003. La sortie en DVD proposait deux éditions, une simple sur un disque et une collector avec deux disques, celui de la version simple et un second disque de bonus.
En mars 2012, Disney a annoncé que le film serait remasterisé en numérique et édition en blu-ray fin 2012 parmi d'autres titres du catalogue. Après plusieurs reports de la part de Disney, le Blu-ray est sorti le 11 juin 2013 en Amérique du Nord,.
En France, le film a fait l'objet d'une réédition en blu-ray le 5 mars 2014,.

## Origine et production

### Développement

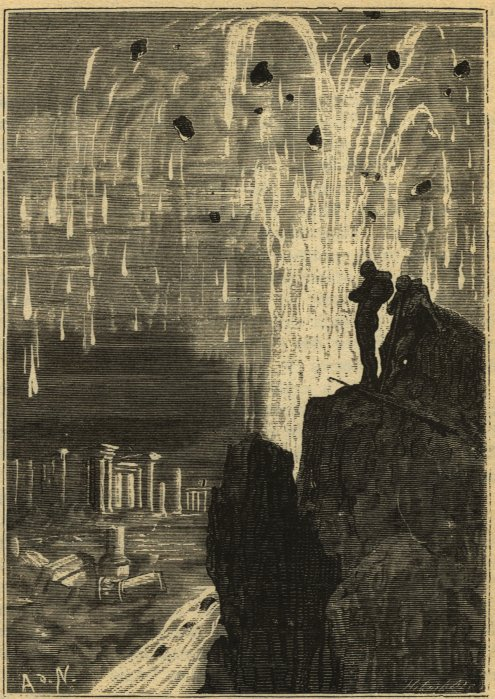
Représentation de l'Atlantide, selon le récit de Jules Verne, Vingt mille lieues sous les mers.

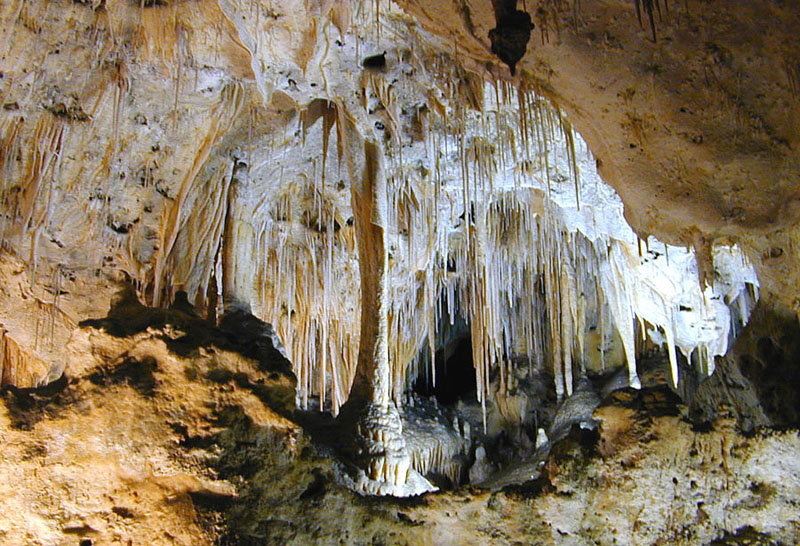
L'équipe a visité le parc national des grottes de Carlsbad pour s'en inspirer.

L'idée du film Atlantide, l'empire perdu a vu le jour en octobre 1996 lors d'un déjeuner dans un restaurant mexicain de Burbank réunissant Don Hahn, Gary Trousdale, Kirk Wise et Tab Murphy. L'équipe venait d'achever Le Bossu de Notre-Dame (1996) et le producteur et les réalisateurs souhaitaient la conserver pour une nouvelle production de type aventure. C'est aussi la troisième collaboration de Trousdale et Wise après La Belle et la Bête (1991) et Le Bossu de Notre-Dame.
L'histoire s'inspire du roman Voyage au centre de la Terre (1864) de Jules Verne mais au lieu de décrire brièvement le lieu, l'équipe souhaitait explorer l'Atlantide. L'équipe a effectué des recherches sur la mythologie de l'Atlantide sur Internet. Ayant découvert une forme de clairvoyance dans les propos d'Edgar Cayce, l'équipe a ensuite décidé d'incorporer des éléments de ses lectures tels que le cristal bleu de pouvoir et de soin ou la longévité des Atlantes. Afin de décrire au mieux la période du film, le début du XXe siècle, l'équipe a visité des musées et d'anciennes installations militaires pour étudier la technologie. Elle est aussi descendue à 240 m sous terre dans la Carlsbad Caverns du parc national des grottes de Carlsbad au Nouveau-Mexique pour voir les chemins souterrains qui ont servi de modèle pour l'approche de la cité de l'Atlantide dans le film.
L'équipe de production a décidé, selon Kirk Wise, de ne pas suivre la description habituelle de l'Atlantide vue comme « une cité grecque sous-marine en ruine ». Wise explique que « dès le départ, nous avons entrepris de concevoir cela du haut vers le bas. Imaginons le style architectural, les vêtements, l'héritage, les coutumes, comment ils dormiraient et comment ils parleraient. Nous avons donc fait venir des personnes qui nous aideraient à développer ces idées. » Le directeur artistique David Goetz indique qu'ils ont étudié l'architecture maya, les styles d'architecture antiques ou inhabituels du monde et les réalisateurs ont vraiment aimé le style de l'architecture de l'Asie du Sud-Est. L'équipe a aussi repris des idées d'autres formes d'architecture dont la cambodgienne, l'indienne et la tibétaine. Hahn ajoute que « si vous prenez et démontez l'architecture tout autour du monde en vocabulaire architectural, c'est à cela que doit ressembler l'Atlantide ».
L'aspect général et le plan circulaire concentrique de l'Atlantide sont, quant à eux, basés sur les écrits de Platon, le Timée et le Critias, et plus particulièrement sur la phrase : « [en] un seul jour et une seule nuit néfastes, tout ce que vous aviez de combattants fut englouti d’un seul coup dans la terre, et l’île Atlantide, s’étant abîmée dans la mer, disparut… » Cette mention a influencé le début de la production. L'équipe de production portait même des maillots avec inscrit dessus « ATLANTIS—Fewer songs, more explosions » (ATLANTIDE - moins de chansons, plus d'explosions) en raison du projet orienté film d'aventure à l'opposé des productions précédentes plutôt de type comédies musicales.

### Langue fictive

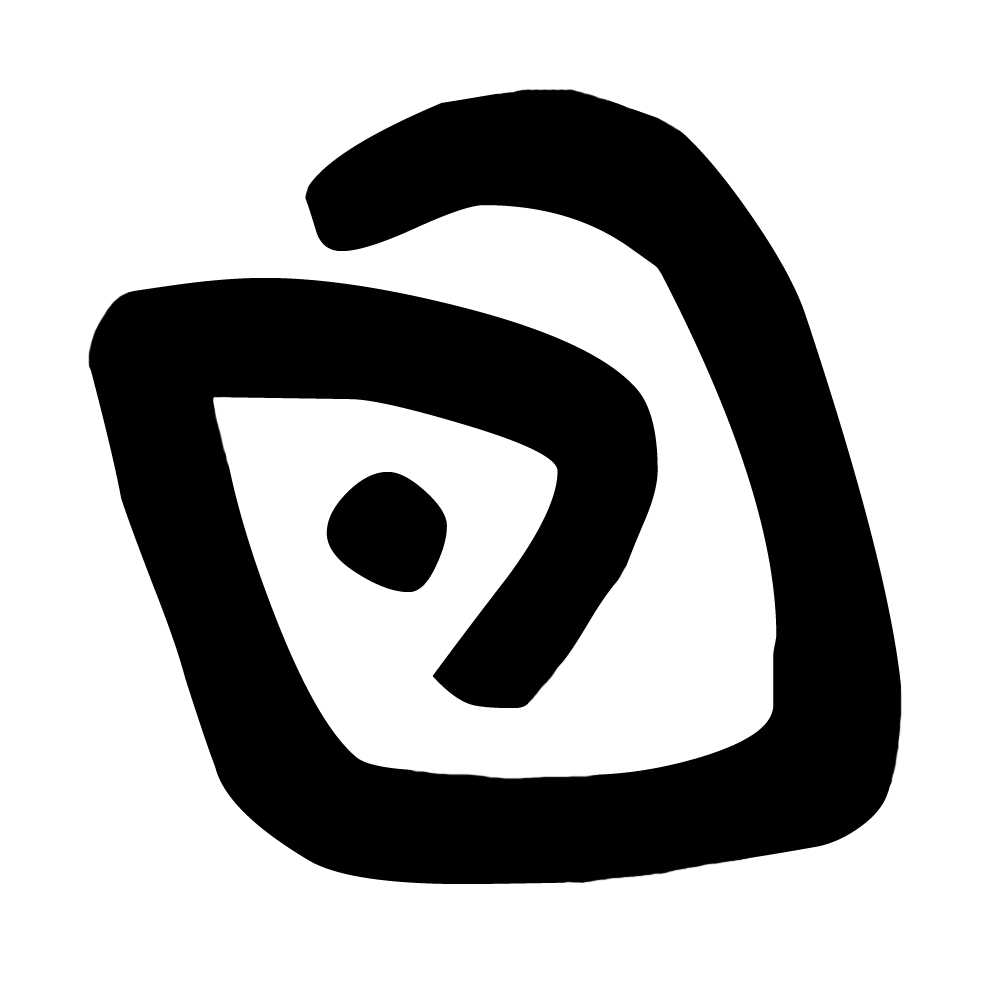
Lettre A dans l'écriture atlante créée pour le film par l'artiste John Emerson. Kirk Wise indique que c'est une carte au trésor montrant le chemin vers le cristal de pouvoir, « Le Cœur de l'Atlantide ».

Marc Okrand, qui avait développé le klingon pour la série de films Star Trek, a été engagé pour créer une langue atlante pour Atlantide, l'empire perdu. Guidé par le concept initial des réalisateurs d'une proto-langue, Okrand a utilisé des mots du proto-indo-européen avec une structure grammaticale dédiée et a changé les mots qui avaient une prononciation trop proche d'une langue actuelle. L'animateur John Emerson a conçu l'alphabet graphique à partir de centaines d'esquisses réalisées pour chaque lettre de façon aléatoire et sélectionnées par les réalisateurs,. La langue atlante fictive utilise un système d'écriture de type boustrophédon alternant une lecture de gauche à droite sur les lignes impaires avec une lecture de droite à gauche sur les lignes paires, imitant le reflux des vagues. Le réalisateur Kirk Wise indique que « La lettre atlante A développée par Emerson est une carte miniature de la ville d'Atlantide, l'extérieur de la spirale est la caverne, l'intérieur de la forme est une silhouette de la ville, et le point central est la localisation du cristal ».

### Scénario
Joss Whedon est le premier scénariste engagé sur le film mais il est rapidement réquisitionné sur d'autres projets. Tab Murphy finalise le scénario, indiquant qu'il a fallu environ 3 à 4 mois entre les premières discussions sur l'histoire et la livraison d'un script qui a satisfait l'équipe du film. Le brouillon initial comptait 155 pages, bien plus qu'un film Disney habituel, comprenant environ 90 pages. Quand la durée des deux premiers actes a été estimée à 120 minutes, le réalisateur a supprimé des personnages et des scènes pour recentrer le récit sur Milo. Murphy précise qu'il a créé le Manuscrit du Berger car il avait besoin d'une carte pour aider les personnages à suivre un chemin durant leur voyage. Une version révisée du scénario a supprimé les embûches rencontrées par les explorateurs lors de leur navigation dans les cavernes souterraines vers Atlantide, ce qui a accéléré le rythme du film, la ville étant découverte plus tôt. Selon Don Hahn, « les réalisateurs décrivaient souvent les Atlantes en utilisant l'Égypte comme exemple. Quand Napoléon a conquis l'Égypte [lors de la Campagne d'Égypte], les gens avaient perdu les traces de leur civilisation d'antan. Ils étaient entourés par des objets de leur grandeur passée mais souvent ignorant leur signification. » Lorsqu'il décrit le Léviathan, Milo cite le Livre de Job (41:19).
Hahn indique que la première scène d'animation finalisée durant la production était le prologue du film. La version originale comprenait des guerriers vikings en route vers l'Atlantide et utilisant le Manuscrit du Berger mais qui se font attaquer par le Léviathan. Avant la fin de la production, le superviseur du scénario Jon Sanford explique aux réalisateurs que ce prologue n'offrait pas assez aux spectateurs de compassion pour les Atlantes. Sachant que la scène était presque achevée et que toute modification nécessitait du temps et de l'argent supplémentaires, les réalisateurs se sont mis d'accord avec Sanford. Gary Trousdale est rentré chez lui et a complété le storyboard tard dans la soirée. La scène d'ouverture a été remplacée par une scène montrant la destruction de l'Atlantide et donnant ainsi au film une introduction avec la perspective des Atlantes et de la princesse Kida. Le prologue avec les Vikings est inclus dans les bonus du DVD.

### Personnages
Don Hahn indique que l'absence de chansons a présenté un défi pour l'équipe habituée à animer des séquences chantées, car seules les scènes d'actions portent le film. Kirk Wise ajoute que ce fut une opportunité pour l'équipe de développer un peu plus les personnages : « Nous avons eu plus de temps d'écran pour faire une scène comme quand Milo et les explorateurs campent et se racontent leurs histoires. Une séquence entière est dédiée au repas du soir et au coucher. Ce n'est pas quelque chose que vous avez typiquement le luxe de faire. »
Dans un scénario d'origine, le personnage de Milo devait être un descendant d'Edward Teach, plus connu sous le nom de Barbe Noire, mais les réalisateurs ont préféré le lier à un explorateur ce qui le fera découvrir son talent pour l'exploration. Kirk Wise explique que les réalisateurs ont choisi Michael J. Fox pour donner sa voix à Milo car ils sentaient qu'il donnerait au personnage sa personnalité et le rendrait plus vivant à l'écran. Fox indique que le doublage est plus facile que son expérience dans le cinéma en prise de vue réelle car il n'y a pas besoin de penser à quoi on ressemble devant la caméra quand on déroule son texte. Au moment du doublage, Michael J. Fox avait le choix entre un rôle dans Titan A.E. (2000) et dans Atlantide, l'empire perdu ; il a donc demandé à son fils de choisir et c'est lui qui a désigné la production Disney. Des similarités entre Milo et Marc Okrand (qui a conçu la langue atlante) ont été remarquées par des critiques, ce que confirme Okrand, l'animateur John Pomeroy ayant en effet réalisé des esquisses d'Okrand car il ne savait pas à quoi pouvait ressembler un linguiste ou comment il agissait.

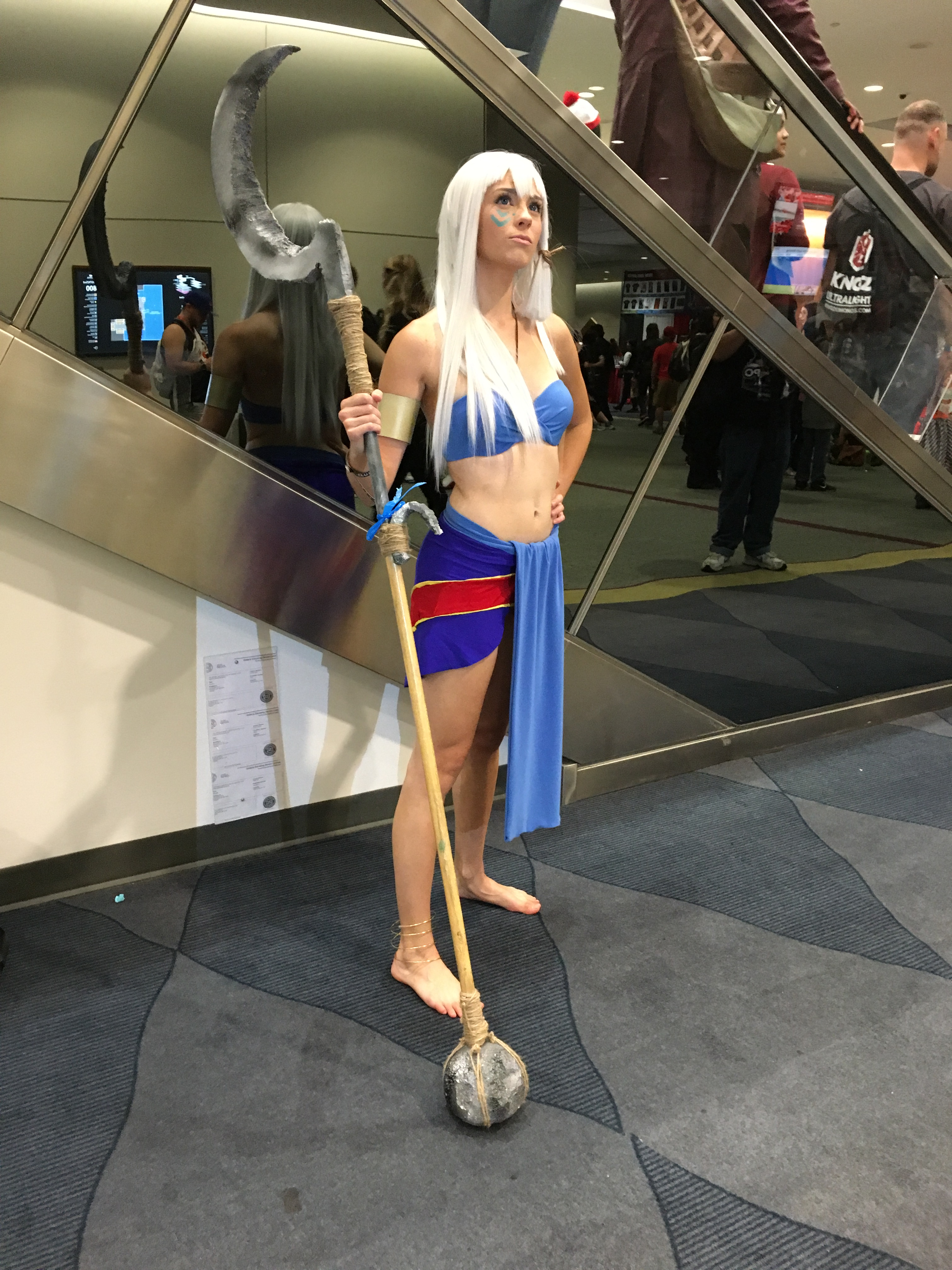
Cosplay amateur de Kida à la Fan Expo Canada 2017.

Pour le personnage de Kida, Randy Haycock a été intimidé par sa première rencontre avec l'actrice Cree Summer, ce qui l'a influencé principalement sur la scène de rencontre entre Kida et Milo. Kirk Wise a choisi l'acteur James Garner pour donner sa voix au commandant Lyle Tiberius Rourke en raison de son expérience dans les films d'actions principalement de western et de guerre. Garner répondit à la proposition par un : « Je le ferai dans un battement de cœur. » C'est l'un des personnages ayant le passé le plus développé : Jeff Kurty indique que ses parents sont le lieutenant-colonel Jackson Rourke et Rachel Lee Rourke, qu'il a rejoint l'armée américaine en juillet 1875, qu'il a épousé une femme en juin 1887 mais qu'elle l'a quitté quatre mois plus tard et qu'il quitte l'armée en 1901. Le second de Tiberius Rourke, le lieutenant Helga Katrina Sinclair, est interprété par Claudia Christian qui était réticente à jouer le personnage jusqu'à ce qu'elle la voie plaisanter car « elle a horreur de jouer un personnage qu'elle sait être un salaud ». Michael Cedeno, responsable de l'animation du roi Kashekim Nedakh, indique que Leonard Nimoy (Spock dans Star Trek) avait une telle présence et une telle richesse que l'équipe pouvait rester assise ébahie durant les enregistrements.
Le personnage de Gaëtan Molière, un géologue français, est basé sur un jeu de mots, Molière abrégé en Mole désigne la taupe en anglais, d'où son comportement. Corey Burton, présent sur de nombreux disques-livres de Disneyland Records, a donné sa voix au personnage et « il a trouvé le moyen de jouer en permettant au personnage de "sortir de lui" tout en faisant des voix drôles ». Pour entrer dans le personnage pendant les sessions d'enregistrement, il a déclaré qu'il faisait « comme s'il se jetait dans la scène et pensait qu'il vivait dans ce monde imaginaire ». Il devait être « professoral » mais Chris Ure, un scénariste, a changé le concept pour « une petite et horrible créature creusant avec un manteau farfelu et un couvre-chef étrange servant d'extensions de ses globes oculaires, ». Kirk Wise et Russ Edmonds, responsables du personnage de l'expert en démolition italien Vincenzo Santorini, étaient étonnés par la faculté de Don Novello à improviser son texte : « il regardait la feuille de script, lisant une fois chaque ligne et ne la relisait jamais pour tout le film, il n'utilisa plus jamais une seule ligne de texte, improvisant tout. » Jacqueline Obradors espérait que ses sessions pour Audrey Rocio Ramirez durent plus longtemps car elle se sentait à nouveau comme une enfant. Florence Stanley indique que son personnage Wilhelmina Bertha Packard était cynique et attachante, qu'elle fait son travail et qu'ensuite elle fait ce qu'elle veut.
Lloyd Bridges avait enregistré la voix anglaise de Preston B. Whitmore mais il est mort en mars 1998, avant la fin de la production du film, il fut remplacé par John Mahoney et la personnalité de Whitmore a été changée pour correspondre à la vigueur et à l'enthousiasme de Mahoney. La prestation de Mahoney lui a permis de se libérer, d'être plus grand et irrévérent. L'animateur Ron Husband, responsable de l'animation du docteur Joshua Strongbear Sweet explique que son plus grand défi a été de synchroniser l'animation avec le débit très rapide de l'acteur.
L'acteur Jim Varney, qui donne sa voix à Jebidiah Farnsworth, le cuisinier, est lui aussi mort durant la production du film, en février 2000 d'un cancer des poumons et le film est dédié à sa mémoire. L'acteur savait qu'il était condamné et qu'il ne verrait pas sa dernière performance. Don Hahn indique que Varney n'a pas pu voir le film achevé mais qu'il a pu voir son personnage lors des sessions d'enregistrements.

### Animation
Au sommet de la production, 350 animateurs, artistes et techniciens travaillaient sur Atlantide, l'empire perdu dans les trois studios de Disney : Burbank, Orlando et Paris.
Ce film est l'un des rares longs métrages d'animation Disney à être produit et tourné au format 70 mm anamorphosé. Les réalisateurs considéraient qu'un format d'image large était crucial, une référence nostalgique aux films d’aventure souvent présentés au format CinemaScope (2.35:1), prenant comme exemple Les Aventuriers de l'arche perdue (1981). Mais ce choix technique nécessite des tables de dessins plus larges et des équipements adaptés, donc un coût supplémentaire mal vu par la direction de Disney. L'équipe de production a résolu le problème en dessinant sur les mêmes feuilles de papier dans un cadre moins haut tout en utilisant le matériel pour le ratio standard 1.66:1. Ed Chertner, responsable du layout, a rédigé un guide pour l'usage du format élargi à l'attention des artistes de cadrage et explique que l'un des avantages est de laisser les personnages plus longtemps dans les décors en raison de l'espace supplémentaire pour marcher dans la même image. Wise a dessiné de nouvelles esquisses d'inspiration dans ce format pour les cinéastes David Lean et Akira Kurosawa.

Le style visuel du film est fortement basé sur le travail de Mike Mignola, dessinateur du comics Hellboy et l'un des quatre artistes engagés par le studio pour développer ce film aux côtés de Matt Codd, Jim Martin et Ricardo Delgado. Son influence se ressent tout particulièrement dans le dessin des personnages, l'architecture de la cité sous-marine et dans les aplats de couleurs. Wise déclare que le style graphique anguleux de Mignola fut d'une influence majeure pour l'aspect des personnages. Mignola fut le premier surpris quand il a été contacté par le studio pour travailler sur Atlantide. Son influence artistique a contribué à attirer des passionnés et à donner au film une forme de culte. Mignola raconte : 

« Je me souviens qu'on regardait un extrait d'une version de production du film et les personnages avaient de grandes mains carrées bizarres. J'ai alors dit au mec à côté de moi — Ces mains sont sympas. — et il m'a répondu. — Oui nous avons eu une réunion complète sur comment dessiner vos mains — C'était si étrange que je n'ai pas réussi à me sortir cela de l'esprit. »

— Mike Mignola

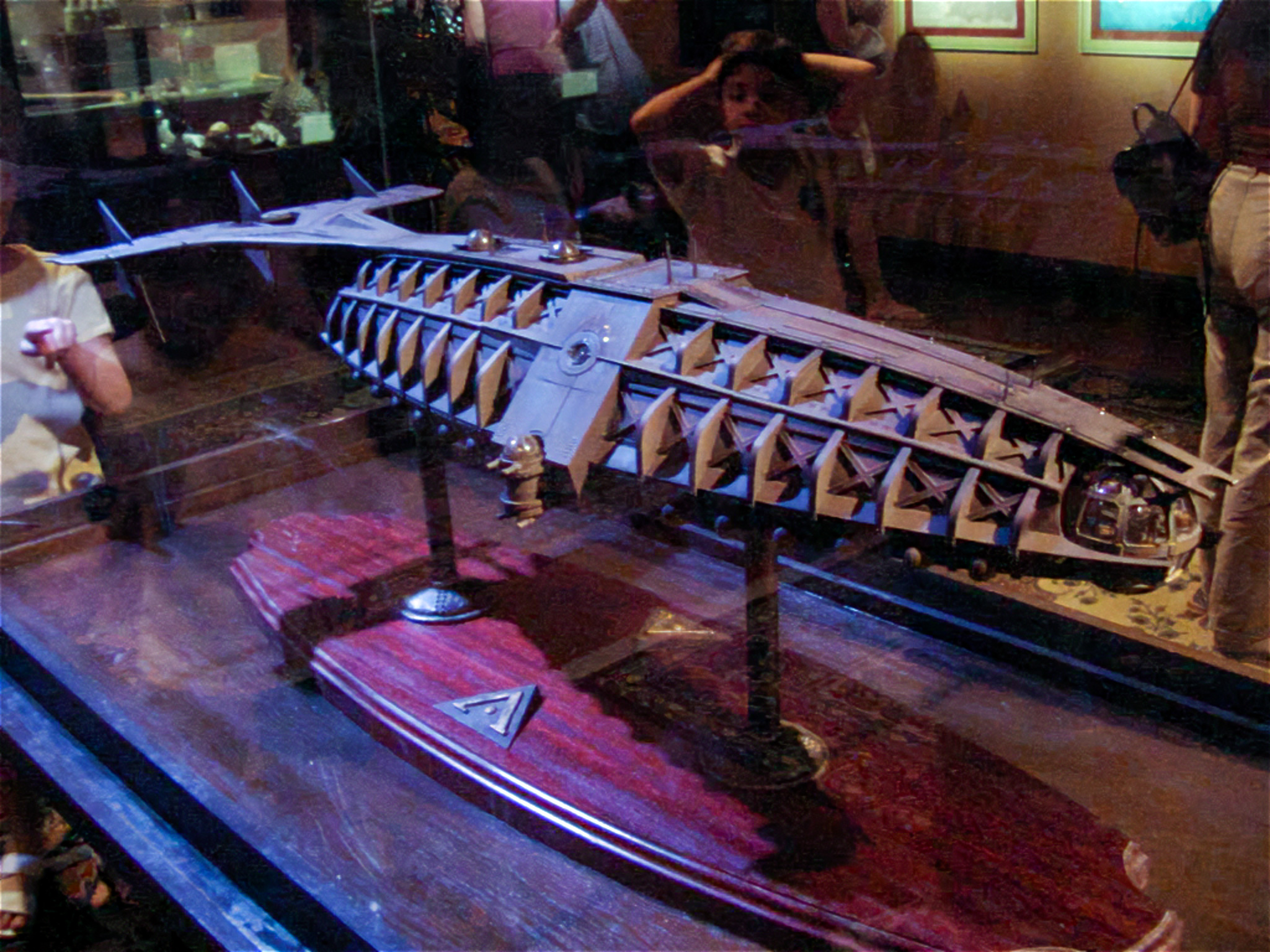
Maquette du sous-marin Ulysse par Greg Aronowitz, utilisé comme référence par les animateurs numériques.

Atlantide, l'empire perdu est à sa sortie le film Disney ayant le plus utilisé d'images générées par ordinateur. Pour augmenter la productivité, les réalisateurs ont fait travailler les artistes numériques avec les animateurs traditionnels durant toute la production, certaines scènes ayant requis beaucoup d'animation numérique comme le Léviathan, le sous-marin Ulysse et les bathyscaphes, le cœur de l'Atlantide ou les géants de pierre. Durant la production, Matt Codd et Jim Martin ont conçu le vaisseau Ulysse sur le papier et Greg Aronowitz a réalisé une maquette du sous-marin pour le numériser et l'utiliser dans les animateurs numériques en 3D.
Une scène tire avantage de l'usage de la 2D et de la 3D, la scène d'exploration sous-marine où un petit vaisseau sort du sous-marin Ulysse en 3D tandis qu'on aperçoit un Milo en 2D à l'intérieur. L'équipe a pris comme un défi le fait que le public puisse faire la différence entre la 2D et la 3D tout en minimisant les différences. L'usage du numérique a offert aux réalisateurs une forme de caméra virtuelle pour les scènes compliquées du film. La caméra pouvait se déplacer dans les trois dimensions d'un squelette du monde en maillage fil de fer, les décors et détails dessinés à la main étant ajoutés plus tard sur les traits. Cette technique a été utilisée pour la scène d'ouverture avec le vol au-dessus de l'Atlantide et la scène de poursuite dans les cavernes entre le Léviathan et le sous-marin Ulysse.
La dernière scène du film, juste avant le générique, a été la plus difficile de l'histoire de l'animation Disney selon les réalisateurs. Ils expliquent que leur tentative de travelling arrière durant leur précédente production, Le Bossu de Notre-Dame, était poussive et manquait de profondeur ; malgré cela, ils tentèrent à nouveau d'utiliser la technique de la caméra multiplane pour Atlantide après avoir fait des progrès dans son usage. La scène débute par une feuille de papier de 40 cm montrant un gros plan de Milo et Kida puis la caméra s'éloigne pour dévoiler l'ensemble de l'Atlantide restaurée équivalent à un assemblage de feuilles de 60 cm ou moins pour un total de 450 m. Chaque élément a été dessiné avec attention et combiné avec des véhicules animés simultanément volant à travers le décor pour que le spectateur voie une image complète et uniforme. Cette scène finale comporte 362 effets numériques et des logiciels informatiques ont lissé les dessins d'animation en 2D avec ceux en 3D.

### Musique
Le film ne comportant pas d'interlude musical, les réalisateurs ont engagé James Newton Howard pour composer la bande sonore. Suivant l'approche du film d'aventure, il a composé différents thèmes musicaux pour la population sous-marine de l'Atlantide et des gens vivant en surface. Pour Atlantide, il a choisi un gamelan, ensemble instrumental traditionnel indonésien comprenant des carillons, cloches et gongs. Les réalisateurs ont averti Howard que le film comprenait plusieurs scènes clés sans dialogue et que la musique devait porter émotionnellement les actions. La chanson Where the Dream Takes You est une ballade pop écrite par Diane Warren et composée par James Newton Howard utilisée pour le générique de fin et expliquant qu'il faut suivre son cœur pour découvrir son vrai-soi, chantée par la chanteuse Mýa. Elle a été traduite en français sous le titre Aussi loin que tes rêves et interprétée par Lena Ka.
Gary Rydstrom et son équipe du Skywalker Sound ont été engagés sur le film. De même que Howard, Rydstrom a utilisé des sons différents pour chacune des deux cultures. Les explorateurs de la surface possèdent des sons de machine mécaniques du début de l'ère industrielle tandis que les Atlantes ont des sons plus organiques à base de céramique et de poteries. Le son des véhicules poissons-volants des Atlantes a été un défi particulier. Rydstorm révèle qu'un jour, il était assis le long d'une autoroute pour enregistrer le bruit du trafic quand un semi-remorque roulant à pleine vitesse est passé près de lui. Après avoir accéléré le son du véhicule sur son ordinateur, Rydstorm l'a trouvé très vivant, et c'est donc ce son que l'on entend dans le film. Il dévoile aussi que le son du carillon de Cœur de l'Atlantide est celui de son doigt frottant sur le bord d'une flûte de champagne tandis que le son des bathyscaphes dans l'eau est celui d'un jet dentaire.

### Promotion
Atlantide, l'empire perdu est l'une des premières tentatives de Disney d'utiliser le marketing électronique. Par exemple, le film a fait l'objet d'un site Internet financé par Kellogg's avec des mini-jeux et jeux vidéo basés sur le film et associés à des codes-barres placés sur les paquets de céréales,. Selon Tom Osenton, c'est même la première céréale commercialisée par Disney et elle proposait des céréales d'avoine chocolatées qui, avec du lait, faisaient apparaître l'alphabet atlante.
Le film a aussi fait l'objet d'une campagne publicitaire sur la téléphonie mobile, les opérateurs proposant des jeux basés sur le film.
McDonald's qui avait alors un contrat exclusif avec Disney a proposé des jouets dans ses menus Happy Meals ainsi qu'une campagne publicitaire à la télévision, à la radio et des encarts dans la presse. Frito-Lay a offert sur des paquets spécifiques des places gratuites pour le film.

## Sortie et accueil
Avant la sortie du film, les journalistes émirent l'hypothèse qu’Atlantide, l'empire perdu aurait un démarrage difficile en raison de la concurrence avec les films Shrek de DreamWorks et Lara Croft : Tomb Raider de Paramount Pictures. L'animation traditionnelle et l'animation numérique sont souvent considérées comme en compétition et Kirk Wise dit à ce sujet : « N'importe quel animateur traditionnel, y compris moi, ne peut pas s'empêcher de sentir un pincement. Je pense que cela se réduit toujours à l'histoire, aux personnages et une forme ne remplacera pas l'autre. Comme la photographie n'a pas remplacé la peinture. Mais peut-être suis-je aveugle sur ce sujet. » Jeff Jensen de Entertainment Weekly écrit que les films d'animation numérique (comme Shrek) attirent plus les adolescents généralement peu intéressés par l'animation traditionnelle et évoque Atlantide, l'empire perdu comme un « pari commercial et créatif ».
Atlantide, l'empire perdu est le premier long métrage d'animation Disney du XXIe siècle, réalisé pour un budget proche des 100 millions d'USD,.

### Sortie au cinéma
Le film n'est pas un succès commercial et ne rapporte que 84 millions d'USD. La principale raison est la sortie sept semaines avant du film Shrek de DreamWorks qui reste à l'affiche d'avril à décembre 2001. Jerry Beck note que le film comporte aussi ses propres problèmes.
La première mondiale du film Atlantide, l'empire perdu est présentée le 3 juin 2001 au El Capitan Theatre à Hollywood en Californie, salle détenue par Disney. Par la suite une sortie limitée a eu lieu le 8 juin 2001 à Los Angeles et à New York avant une sortie nationale américaine le 15 juin,. La première au El Capitan a proposé une exposition nommée Destination: Atlantis comprenant des éléments de production, un centre d'information sur la légende de l'Atlantide avec des jeux vidéo, des vitrines et des activités,. L'aquarium de Long Beach (ou Aquarium du Pacifique à Long Beach, ouvert en 1998) a prêté pour l'occasion un assortiment de poissons présenté dans l'exposition.
Avec un budget de 100 millions d'USD, le film s'est classé pour son premier week-end de distribution aux États-Unis en seconde place du box-office, étant présenté dans 3 011 salles pour une recette de 20 345 105 USD. Le film a cumulé 84 millions de recettes aux États-Unis et au Canada en 25 semaines, moins que son coût de production. Thomas Schumacher, alors président de Walt Disney Feature Animation, répond au sujet de cette mauvaise performance qu'il « semblait être une bonne idée à l'époque de ne pas faire un doux conte de fées, mais nous avons raté ».
En France, le film a aussi fait l'objet d'une première avec une exposition au Grand Rex à compter du 15 novembre 2001 avant une sortie nationale le 28 novembre.

### Box-office
| Pays                | Box-office        | Classement 2001 |
| ------------------- | ----------------- | --------------- |
| International       | 186 053 725 $     | 21e             |
| États-Unis / Canada | 84 056 472 $      | 26e             |
| France              | 4 303 919 entrées | 8e              |
| Allemagne           | 1 656 149 entrées | ##              |
| Royaume-Uni         | 1 396 879 entrées | ##              |
| Espagne             | 1 390 889 entrées | ##              |
| Italie              | 1 011 173 entrées | ##              |
| Suisse              | 195 543 entrées   | 24e             |

## Analyse

### Réception par la critique
Atlantide, l'empire perdu a été accueilli de façon mitigée par les critiques cinématographiques. Le site Rotten Tomatoes dénombre 49 % de critiques positives sur les 140 professionnels recensés avec une note moyenne de 5,5 sur 10. Le consensus établi par le site sur la base de ces critiques est que le film propose un spectacle au rythme rapide mais échoue sur des éléments comme le développement des personnages et un scénario cohérent. Le site Metacritic accorde au film une note de 52/100 basée sur 29 de ses principaux critiques, soit une revue mitigée ou moyenne. Le sondage effectué par CinemaScore durant le premier week-end de diffusion donne une note de A ou A+ sur une échelle allant jusqu'à F et ce malgré la déferlante Lara Croft : Tomb Raider sur la même tranche d'âge.
Malgré ces critiques mitigées, certains auteurs vantent les éléments visuels, ceux d'action/aventure et sa tentative d'attirer le public plus âgé. Roger Ebert du Sun-Times donne au film Atlantide une note de 3,5 étoiles sur 4 et loue le « style visuel brillant et propre », l'énergie classique du style de bande dessinée créditant le travail de Mike Mignola. Ebert est en particulier satisfait par l'histoire et la scène de bataille finale : « l'histoire d’Atlantide réveille une vieille forme de science-fiction, mais la scène intense dépasse le reste et est à elle seule l'une des grandes séquences d'action en animation. » Elvis Mitchell du New York Times écrit que le film est « un plaisir monumental » et qu'il « est aussi un des dessins animés de Disney les plus attirants depuis que l'Oncle Walt a institutionnalisé le gant à quatre doigts » (c'est-à-dire Mickey Mouse).
James Berardinelli, dans son ReelViews, donne une critique positive avec une note de 3 sur 4 et écrit : « Dans l'ensemble, Atlantide offre 90 minutes de solide divertissement, prouvant une fois de plus que Disney peut être nul dans la production de films d'action avec acteurs, mais est tout le contraire quand il s'agit d'animation,. » Wesley Morris du San Francisco Chronicle considère comme positive l'approche plus adulte du film : « Mais juste au-dessous de la surface, Atlantide fait le plein de possibilité adulte. »
D'autres critiques considèrent le film comme médiocre au regard de son scénario et de ses personnages et ne réussit pas à offrir au public traditionnel de Disney un film sans comédie musicale. Owen Gleiberman d’Entertainment Weekly donne au film une note de C+ et commente sa note par « des personnages vachement stéréotypés » et que c'est « l'essence du métier sans rêve ». Kenneth Turan du Los Angeles Times écrit que l'histoire et les personnalités sont de la « vieille école » et que le film possède un « aspect rétrograde de dessin animé du matin » mais que ces déficiences sont compensées par une action énergique et un rythme frénétique. Todd McCarthy de Variety écrit que « Disney s'engage dans le territoire de l'animation, tout parlant, sans chanson, sans danse et finalement, pas marrant. » Stephanie Zacharek de Salon réprouve la tentative de Disney d'en faire un film pour le public adulte et écrit que « le plus gros problème du dernier film d'animation Disney, Atlantide, l'empire perdu, est qu'il ne semble pas orienté du tout pour les enfants ; il est si adulte qu'il est énormément ennuyeux ». Rita Kempley du Washington Post critique le film, évoquant un « gâchis à la nouvelle mode mais aux vieilles méthodes » et poursuit en écrivant qu'« ironiquement Disney espérait rajeunir son image avec une aventure moyennement divertissante mais le film n'a pas surpassé le format éprouvé, parodié par le bien supérieur Shrek ». Jerry Beck note aussi que la vague Atlantide initiée par une bande-annonce accrocheuse n'a pas déferlé comme attendu, bloquée par l'obstacle Shrek. Il ajoute que le principal problème du film réside dans ses personnages présentés comme des experts mais qui sont peu crédibles voire difficilement juxtaposables. Le style graphique va de la caricature pour Molière, Mme Placard ou Cookie, au réalisme humain pour le roi Nedakh ou Helga, animée par Yoshimichi Tamura.

### Thèmes et interprétations
Frank Joseph dans son encyclopédie de l'Atlantide écrit qu’Atlantide, l'empire perdu est un film d'animation sans dimension, plat, très éloigné des écrits de Platon ou d’Atlantis, Terre engloutie (1961) de George Pal qu'il considère comme une version involontairement comique. Cependant le film, sa suite et ses produits dérivés confirment que 2 400 ans après Platon, le mythe de l'Atlantide est toujours populaire.

#### Critique du capitalisme et de l'impérialisme
Plusieurs critiques et universitaires ont constaté que le film Atlantide, l'empire perdu utilise fortement les thèmes de l'anticapitalisme et de l'anti-impérialisme. Keith Booker, auteur de plusieurs études sur les messages cachés véhiculés par les médias, voit que le personnage de Rourke est motivé par la « cupidité capitaliste » en poursuivant un « gain personnel financier » au lieu de la connaissance, le poussant à voler le cristal ce qui amène à la destruction de l'Atlantide.
Mark Pinsky, dans son étude de la morale et de la religion chez Disney, annonce qu'il est difficile d'imaginer qu'un film Disney puisse émettre une critique virulente de la politique étrangère américaine ou de la culture occidentale. Pinsky associe Vincenzo Santrini aux anarchistes italiens émigrants vers l'Amérique au début du XXe siècle. L'échange entre Rourke et le roi Nedakh est comparable à ceux ayant eu lieu entre les indigènes et les conquistadors espagnols en Amérique latine, les colons européens en Amérique du Nord ou les explorateurs européens en Afrique. Il conclut « qu'il n'est pas possible de lire le film… autrement qu'en y voyant une attaque implacable et dévastatrice du capitalisme et de l'impérialisme américain ». Pinsky remarque que le choix de l'acteur James Garner, habitué à des rôles amicaux comme dans Maverick ou 200 dollars plus les frais, pour la voix du méchant Rourke a dû perturber les spectateurs (qui le connaissent).
Max Messier du site FilmCritic.com observe que « Disney réussit même à fustiger le style de vie capitaliste des aventuriers partant à la découverte de la ville perdue. À bas les impérialistes ! » Selon Booker, le film « délivre aussi une morale plutôt ségrégationniste » en concluant par le fait de cacher la découverte des Atlantes aux autres habitants de la surface et en conservant une séparation entre les deux cultures.
J. P. Telotte écrit que la relation à la technologie dans les productions Disney a évolué et le discours devient politiquement correct particulièrement avec Atlantide, l'empire perdu qui montre la défaite de la technologie du début du XXe siècle face à une technologie bien plus ancienne et basée sur la nature.

#### Science-fiction, de Jules Verne à Star Trek

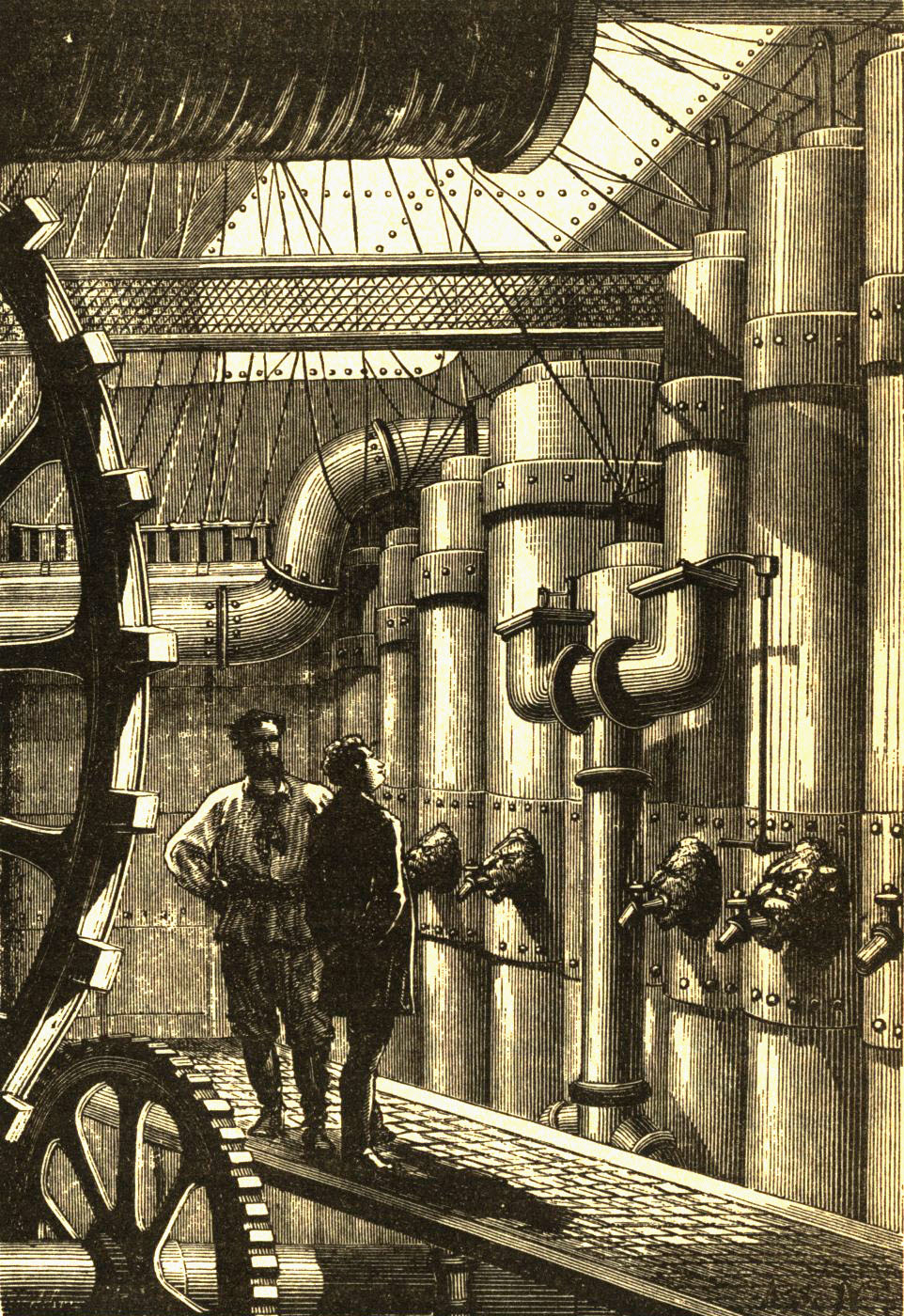
La salle des machines du Nautilus dans Vingt mille lieues sous les mers (1870) de Jules Verne.

Dave Montalbano considère Atlantide, l'empire perdu comme « une vision intéressante d'une philosophie utopique que l'on peut rencontrer dans les ouvrages de science-fiction classique de H. G. Wells ou Jules Verne ». Pinsky voit dans le film une fantaisie New Age avec des personnages ethniquement diversifiés.
Lors de la sortie du film, des spectateurs ont noté qu’Atlantide, l'empire perdu partage plusieurs similarités avec la série télévisée japonaise du début des années 1990 Nadia, le secret de l'eau bleue (ふしぎの海のナディア, Fushigi no umi no Nadia) du studio Gainax ainsi que Le Château dans le ciel (天空の城ラピュタ, Tenkū no shiro Rapyuta) (1986) du studio Ghibli, notamment pour leurs personnages, les décors et l'histoire. Bien que Disney n'ait jamais répondu aux accusations de plagiat, le réalisateur Kirk Wise a répondu sur un groupe Usenet dédié à l'animation Disney en mai 2001 qu'il « n'avait jamais entendu parler de Nadia avant la mention dans ce groupe. J'ajouterai que c'est longtemps après la fin de la production ». Nadia et Atlantide, l'empire perdu sont tous deux inspirés en partie par Vingt mille lieues sous les mers (1870) de Jules Verne, point sur lequel Lee Zion d’Anime News Network écrit « qu'il y a trop de ressemblances non reliées à 20 000 lieues sous les mers pour que tout cela soit une coïncidence ». Malgré les propos du studio, Bertrand Rougier dans Animeland rappelle que Don Hahn avait plagié Le Roi Léo pour réaliser Le Roi lion (1994) et qu'il récidive ici avec Atlantide, l'empire perdu qui possède de nombreuses similitudes avec Nadia. Rougier mentionne le retrait par « peur du scandale » de séquences et de personnages du film pour minimiser la ressemblance avec Nadia, sans toutefois préciser lesquelles, pour « que finalement le film atteste indubitablement une ascendance de l'animation japonaise sur l'américaine. » Rougier évoque aussi deux autres sources d'inspiration nippone, Conan, le fils du futur (1978) et Le Château dans le ciel (1986) pour les robots et la motivation d'activer les chimères du passé dans une cité oubliée.
Jerry Beck liste par ailleurs de nombreux emprunts à Star Trek :
- la langue atlante développée par Marc Okrand ;
- Leonard Nimoy, voix du roi Nedakh, est l'acteur ayant interprété Monsieur Spock ;
- le second prénom du capitaine Rourke est Tiberius, comme celui de James Tiberius Kirk ;
- Fenton Q. Harcourt est l'inversion d'Harcourt Fenton Mudd, escroc qui apparaît dans l'épisode Trois femmes dans un vaisseau ;
- Jim Martin, qui a conçu les modèles réduits du film, avait réalisé ceux de Star Trek : Deep Space Nine.

Sur le site Gateworld, dédié à l'univers de Stargate, Darren Summer voit aussi des parallèles entre le film et Stargate, la porte des étoiles (1994). Il insiste ainsi sur les caractéristiques de Milo, qui rappellent celles de Daniel Jackson, archéologue et linguiste. Personnage essentiel du film et de la série télévisée Stargate SG-1, Daniel Jackson décode la langue de la porte des étoiles puis celle des Atlantes dans la série Stargate Atlantis.

## Adaptations et produits dérivés

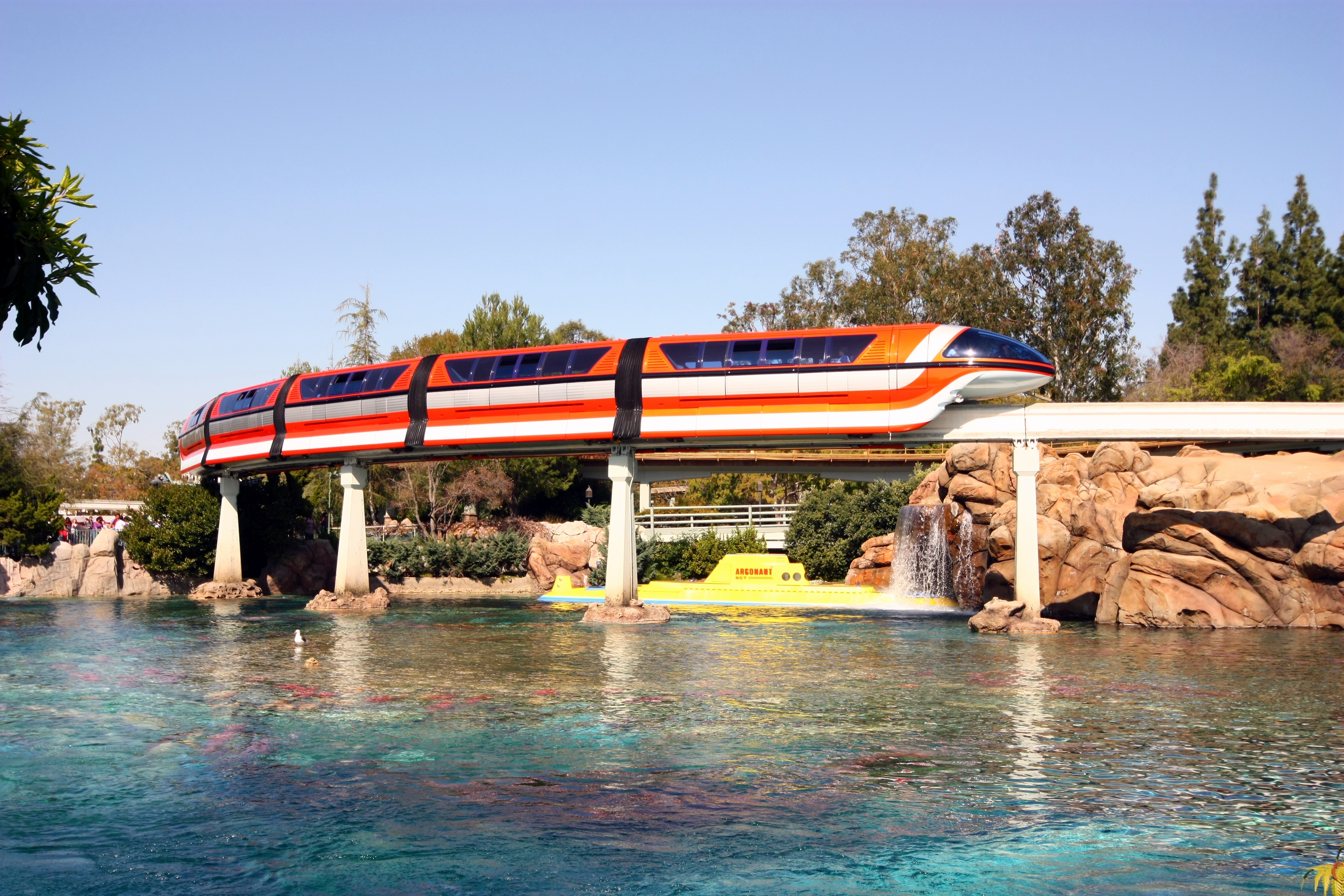
Bassin de l'attraction Submarine Voyage à Disneyland, surmonté par le Disneyland Monorail.

Atlantide, l'empire perdu devait être l'amorce d'une série d'animation nommée Team Atlantis qui aurait développé les aventures des personnages mais, en raison des mauvais résultats du film, la série n'a jamais été diffusée. Trois épisodes avaient pourtant été réalisés et ont alors été regroupés dans une compilation vidéo intitulée Les Énigmes de l'Atlantide sortie en 2003.
Un projet de rénovation de l'attraction Submarine Voyage à Disneyland, fermée en 1998, voulait intégrer des éléments du film et une zone de rencontre avec les personnages. Le faible succès du film ne permit pas de donner suite à ce projet et il fut remplacé par Finding Nemo Submarine Voyage, ouverte le 11 juin 2007 et reprenant le thème du film Le Monde de Nemo (2003) de Pixar.

### Littérature
L'histoire du film a été publiée sous la forme de livre en plusieurs éditions :
- un roman reprenant le script de film réécrit par Lara Rice Bergen et intitulé Disney's Atlantis: the lost empire : novelization[95]
- un roman reprenant le script de film mais simplifié par Victoria Saxon et intitulé Disney's Atlantis, the lost empire: mark of a princess : Kida's story[96], avec un feuillet des tatouages de la princesse Kida ;
- une histoire simplifiée par Cathy Hapka et intitulée Disney's Atlantis, the lost empire: a read-aloud storybook[97], à destination des plus jeunes pour les lectures avant de dormir ;
- plusieurs éditions reprenant des images du film sous forme de bande dessinée ;
- ainsi que plusieurs éditions avec des autocollants.

### Jeux vidéo
Plusieurs jeux vidéo basés sur le film sont publiés.
Deux jeux, développés par Zombie Studios et édités par Buena Vista Games, alors filiale de Disney Interactive, sortent sur Microsoft Windows et sont associés à deux codes promotionnels sur les paquets de céréales Kellogg's :
- Atlantis The Lost Empire: Search for the Journal est un jeu de tir à la première personne sorti le 1er mai 2001[99] ;
- Atlantis The Lost Empire: Trial by Fire est un jeu de tir à la troisième personne sorti le 18 mai 2001[100].

Un jeu d'action nommé Atlantis: The Lost Empire, développé par Eurocom, voit le jour sur PlayStation le 12 juillet 2001. Le joueur incarne Milo, Audrey, Molière et Vinny durant leur traversée de l'Atlantide et explorent ses secrets.
Un jeu de plates-formes nommé Atlantide, l'empire perdu, développé par Eurocom, sort sur Game Boy Advance et Game Boy Color. Le joueur prend le contrôle de quatre personnages et explore l'Atlantide à travers 14 niveaux,.

## Titre en différentes langues
- Allemand : Atlantis – Das Geheimnis der verlorenen Stadt
- Anglais : Atlantis: The Lost Empire
- Arménien : Ատլանտիդա։ Մոռացված երկիր (« Atlantida. Morrats’vats yerkir »)
- Bulgare : Атлантида: Изгубената империя (« Atlantida: Izgubenata imperiya »)
- Chinois :
  - Chine continentale :
    - 亞特蘭提斯：失落的帝國 (traditionnel) (« Ātèlándìsī: Shīluò de dìguó »)
    - 亚特兰蒂斯：失落的帝国 (simplifié) (« Ātèlándìsī: Shīluò de dìguó »)

  - Hong Kong : 迷失帝國：阿特蘭蒂斯 (traditionnel) (« Míshī dìguó: Ātèlándìsī »)
  - Taïwan : 亞特蘭提斯：失落的帝國 (traditionnel) (« Ātèlándìsī: Shīluò de dìguó »)
- Coréen : 아틀란티스: 잃어버린 제국 (« Ateullantiseu: ilh-eobeolin jegug »)
- Danois : Atlantis - Det forsvundne rige
- Espagnol : Atlantis: El imperio perdido
- Finnois : Atlantis – kadonnut kaupunki
- Français : Atlantide, l’empire perdu / Atlantis, l’empire perdu (Québec)
- Hongrois : Atlantisz – Az elveszett birodalom
- Islandais : Atlantis: Týnda borgin
- Italien : Atlantis - L'impero perduto
- Japonais : アトランティス 失われた帝国 (« Atorantisu ushinawareta teikoku »)
- Néerlandais : Atlantis: De Verzonken Stad
- Norvégien : Atlantis: En forsvunnet verden
- Polonais : Atlantyda. Zaginiony ląd
- Portugais : Atlântida: O Continente Perdido / Atlantis: O Reino Perdido (Brésil)
- Roumain : Atlantida: Imperiul dispărut
- Russe : Атланти́да: Зате́рянный мир (« Atlantída: Zatérianniy mir »)
- Thaï : แอตแลนติส ผจญภัยอารยนครสุดขอบโลก (« àet-laen-dtìt · pà-jon pai aa ná-kon sùt kòp lôhk »)
- Vietnamien : Atlantis: Đế chế thất lạc